# La Chasse au taureau sauvage
La Chasse au taureau sauvage est un tableau du peintre indonésien, Raden Saleh, réalisé en 1855,.
Cette œuvre retrouvée en août 2017 dans la cave d'une maison d'un particulier dans la région du pays d'Auray (Morbihan), est vendue 7,2 millions d'euros le 27 janvier 2018, aux enchères à Vannes, (8,64 millions - prix avec les frais et la commission soit prix net).[réf. nécessaire] Sa localisation est inconnue.

## Description
La Chasse au taureau sauvage (Banteng en indonésien correspond à taureau sauvage) est une huile sur toile aux dimensions de 1,10 × 1,85 m décrivant une scène de chasse, dans la steppe Alang-Alang de Java.
L’œuvre, pourvue d'un autoportrait, représente six chevaux montés, un des animaux est encorné par un taureau sauvage.

## Contexte de la conception
Raven Saleh (1811-1880), peintre romantique, se forme pendant de nombreuses années en Europe, en particulier aux Pays-Bas, alors puissance colonisatrice des Indes orientales néerlandaises, l'actuelle Indonésie.
Il est connu dans ce pays alors qu'il peint de grandes chasses.
De retour en Indonésie en 1851, le tableau est commandé en 1850 par un riche marchand français : Jules Stanislas Sigisbert Cézard installé à Batavia, nom de l'actuelle Jakarta. Alors que ce dernier rentre en France la toile est vendue aux enchères le 1er mai 1859.

## Vente de l'œuvre en 2018
Vendue aux enchères en janvier 2018, la mise à prix de l'œuvre est comprise entre 150 000  et   200 000 €.  La vente finale dépasse les 7 millions d'euros.
Après sa vente, ayant reçu l'autorisation de quitter le territoire français, l'œuvre va rejoindre l'Indonésie.
Le cabinet d’expertises Éric Turquin, chargé de la préparation de la vente de 2018, retrouve après recherches une esquisse de l’œuvre, qui est conservée dans une collection privée en Allemagne,.